# Es ist egal, aber
Es ist egal, aber ist das vierte Studioalbum der deutschen Band Tocotronic aus dem Jahre 1997.
Auf diesem Album entfernt sich Tocotronic vom „rohen Sound der Anfangsjahre“ und arrangiert die Lieder feiner. Dies manifestiert sich auch in der Instrumentation, die mit Synthesizern und Streicherarrangements ergänzt wird.

## Rezensionen
In einigen Rezensionen wird ein Bruch zu den vorherigen Alben bemerkt. „Im Vergleich zum Vorgänger Wir kommen um uns zu beschweren geht man [...] geraffter zu Werke“ ist beispielsweise in einer Rezension auf visions.de zu lesen. Die Texte über Alltagsthemen werden zum Teil positiv registriert, so heißt es in der Visions-Rezension weiter: „Dirk von Lowtzow ist wohl der erste und einzige Musiker, der sich über zu langsame Fußgänger beschwert, was aber eigentlich auch gut so ist. Genauso wie diese Platte.“
Stefan Merx, ebenfalls von visions.de, kritisiert die Texte im Gegensatz dazu jedoch als „verstörte Teenagerlyrik“ und stört sich an zu großen Ähnlichkeiten zu den Vorgängeralben: „Heute kopieren Tocotronic nur noch das damals überraschend gut aufgenommene Nullkonzept. Aufguß Nummer vier langweilt mich.“
Auch in einer Rezension auf whiskey-soda.de wird auf die Alltagslyrik in den Texten eingegangen. So heißt es, das Album erzähle „Geschichten direkt aus dem Leben von jungen Erwachsenen“ und biete „Texte[, die] zum größten Teil kurze Geschichten enthalten, die recht einfach mitzuerleben waren“. Doch auch musikalisch seien „die ersten Brüche nicht zu überhören“.
Christian Schröder schreibt im Tagesspiegel: „[Das Komma im Titel] markiert das spezifische Einerseits-Andererseits in der Tocotronischen Weltbetrachtungs-Poesie. Jugendliches Aufbegehren, das sofort wieder umschlägt in altkluges Achselzucken. So ist das mit dem Erwachsenwerden.“

## Erfolge
Das Album erreichte einen beachtlichen 13. Platz in den deutschen Albumcharts und hielt sich insgesamt acht Wochen in diesen. Auch in Österreich konnte eine Chartplatzierung erlangt werden. Die Single Sie wollen uns erzählen erreichte als erste von Tocotronic eine Platzierung in den deutschen Singlecharts und auch die zweite Auskopplung Dieses Jahr stieg in die Charts ein.
Auch in den Umfragen diverser Musikmagazine schnitten Tocotronic in diesem Jahr gut ab. In der Visions und in der Intro wird Es ist egal, aber zum sechstbesten Album gekürt, in der Spex zum sechzehntbesten und im Rolling Stone kann immerhin ein 25. Rang erreicht werden. Auch in den Kategorien Beste Band und Bestes Konzert können sehr gute Resultate erzielt werden, so etwa als zweitbeste Band in der Intro. Darüber hinaus wird Sie wollen uns erzählen von den Lesern des Rolling Stone auf Platz 26 bei den Songs gewählt und das Video zu Dieses Jahr wird in der Spex zum neuntbesten Musikvideo gekürt.

## Titelliste
1. Gehen die Leute
2. Sie wollen uns erzählen
3. Ich bin viel zu lange mit euch mitgegangen
4. Ein Abend im Rotary Club
5. Alles was ich will, ist nichts mit euch zu tun haben
6. Auf den Hund gekommen
7. Es ist egal, aber
8. Meine Schwester
9. Du und deine Welt
10. Mein neues Hobby
11. Vier Geschichten von dir
12. Du bist immer für mich da
13. Der schönste Tag in meinem Leben
14. So schnell
15. Dieses Jahr
16. Für immer dein Feind
17. Liebes Tagebuch
18. Nach Bahrenfeld im Bus

## Single-Auskopplungen
- Sie wollen uns erzählen (Lado)

1. Sie wollen uns erzählen (Album-Version)
2. Mein neues Hobby (Maxi-Version)
3. In der Überzahl
4. Als letzter auf der Bank
5. Deine Party

- Dieses Jahr (Lado)

1. Dieses Jahr (Single-Version)
2. Diverse Menschen deiner Stadt
3. The Weather's Fine
4. Sie wollen uns erzählen Teil II

- Du bist immer für mich da / 4 Geschichten von dir Split 7″ mit Fuck (Lado / Rhesus Records)

1. Du bist immer für mich da
2. Vier Geschichten von dir
3. Mighty Mouse, Sir (Fuck)
4. Diapers (Fuck)

The Weather’s Fine ist ein Coverstück der Band Angst.